# Joe Holland (cestista)
Joseph Burnett Holland, detto Joe (Birmingham, 26 settembre 1925 – Charleston, 18 settembre 2010), è stato un cestista statunitense, professionista nella NBA.

## Carriera
Venne selezionato dai Baltimore Bullets nel Draft BAA 1948.

## Palmarès
- Campione NIT (1946)
- Campione NCAA (1948)